# Attentats à la bombe de 2013 à Patna
Les attentats à la bombe de 2013 à Patna surviennent le 27 octobre 2013 lorsqu'une série d'attentats à la bombe secoue la ville indienne de Patna, dans l'État du Bihar, lors d'un rassemblement électoral massif de Narendra Modi, alors candidat du Bharatiya Janata Party au poste de Premier ministre. Sur les 300 000 participants estimés au rassemblement "Hunkar", six personnes sont tuées et 85 autres blessées dans huit explosions de bombes,,.
Personne n'a initialement revendiqué la responsabilité des attentats. En 2021, des membres des Moudjahidin indiens, qui sont les premiers suspects, et du Mouvement islamique des étudiants d'Inde (en) sont reconnus coupables d'avoir perpétré les attentats.